# Armand Léon Annet
Armand Léon Annet (født 5. juni 1888, død 25. april 1973) var guvernør over forskellige kolonier i det franske kolonimperium.
Annet blev født i Paris i Frankrig.
Annet var guvernør i Fransk Somaliland fra 1935 til 1937. Han var viceguvernør i Dahomey fra 1938 til 1940. I 1940 valgte Annet at være loyal over for Vichy-Frankrig efter Frankrigs fald.
Som Vichy-regeringens generalguvernør på Madagaskar fra 1941 til 1942 var Annet involveret i Slaget om Madagaskar. Han startede den 5. maj 1942 med at forsvare øen med omkring 8.000 soldater. Den 5. november 1942 overgav Annet sine sidste styrker ved Ilhosy på den sydlige del af øen.
Annet døde i Paris i 1973.